# Turner Valley (Alberta)
Turner Valley è un comune (town) del Canada, situato nella provincia dell'Alberta, nella divisione No. 6.